# Prospektivt minne
Prospektivt minne, förmågan att minnas framtida händelser, till exempel planerade möten. En kontrast till detta är retrospektivt minne.
Prospektivt minne har förutom människor påvisats hos schimpanser.